# Церковь Святой Екатерины у Тучкова моста
Це́рковь свято́й великому́ченицы Екатери́ны — православный храм в Санкт-Петербурге на Васильевском острове. Относится к Санкт-Петербургской епархии Русской православной церкви, входит в состав Василеостровского благочиния.
Настоятель — митрофорный протоиерей Иоанн Пашкевич.

## История

### Предшествующие храмы
С 1745 года на месте, занимаемом храмом располагалась «полотняная» (переносная) церковь Святой Троицы Кабардинского полка.
После передислокации полка на месте храма была построена деревянная Никольская церковь, принадлежавшая Астраханскому драгунскому полку.
В 1760-е годы храм перешёл в ведение Кексгольмского пехотного полка и был переосвящён во имя Святой Екатерины. Из походного храма полка сюда перенесли ризницу и утварь. В 1782 году деревянная Екатерининская церковь стала «оспенною», предназначавшейся для заболевших оспой или корью.
В день Рождества Христова в 1809 году церковь со всей ризницей и утварью сгорела. При пожаре удалось спасти лишь храмовый образ великомученицы Екатерины.

### Современный храм
Православная церковь Святой Екатерины была заложена 26 сентября (8 октября) 1811 года по проекту архитектора Андрея Михайлова 2-го в «греческом вкусе». Строительство продолжалось 12 лет в связи с начавшейся вскоре Отечественной войны 1812 года, когда резко сократился приток пожертвований. Храм освятили 23 октября (4 ноября) 1823 года.
В 1861—1863 годах по проекту архитектора Андрея Болотова (либо Людвига Бонштедта) были пристроены колокольня с трапезной. Одновременно были сооружены трапезная, часовня, сторожка и соединяющая их ограда.
С 30 января (12 февраля) 1906 по март 1909 года настоятель — протоиерей Николай (Покровский). С 1909 года настоятелем церкви был богослов и профессор Духовной академии протоиерей Сергий Соллертинский, которого в 1917 году сменил протоиерей Леонид Тихомиров, автор книги по истории храма и один из инициаторов создания Русского общества любителей мироведения (РОЛМ).
После революции 1917 года храм разграбили, а его последний настоятель протоиерей Михаил Яворский (зять священномученика Философа Орнатского) был убит в 1937 году в сталинском концлагере.

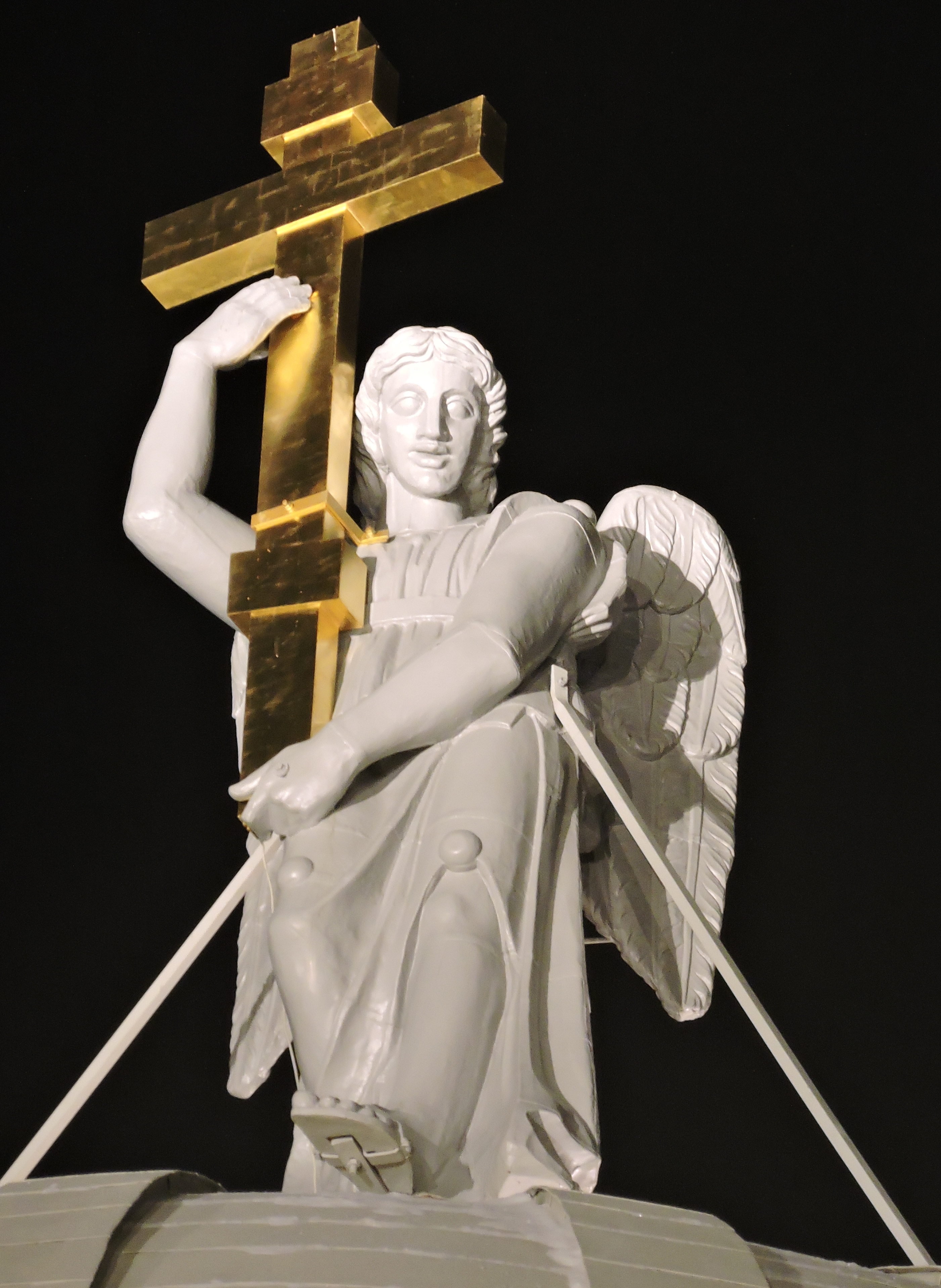
Ангел на куполе

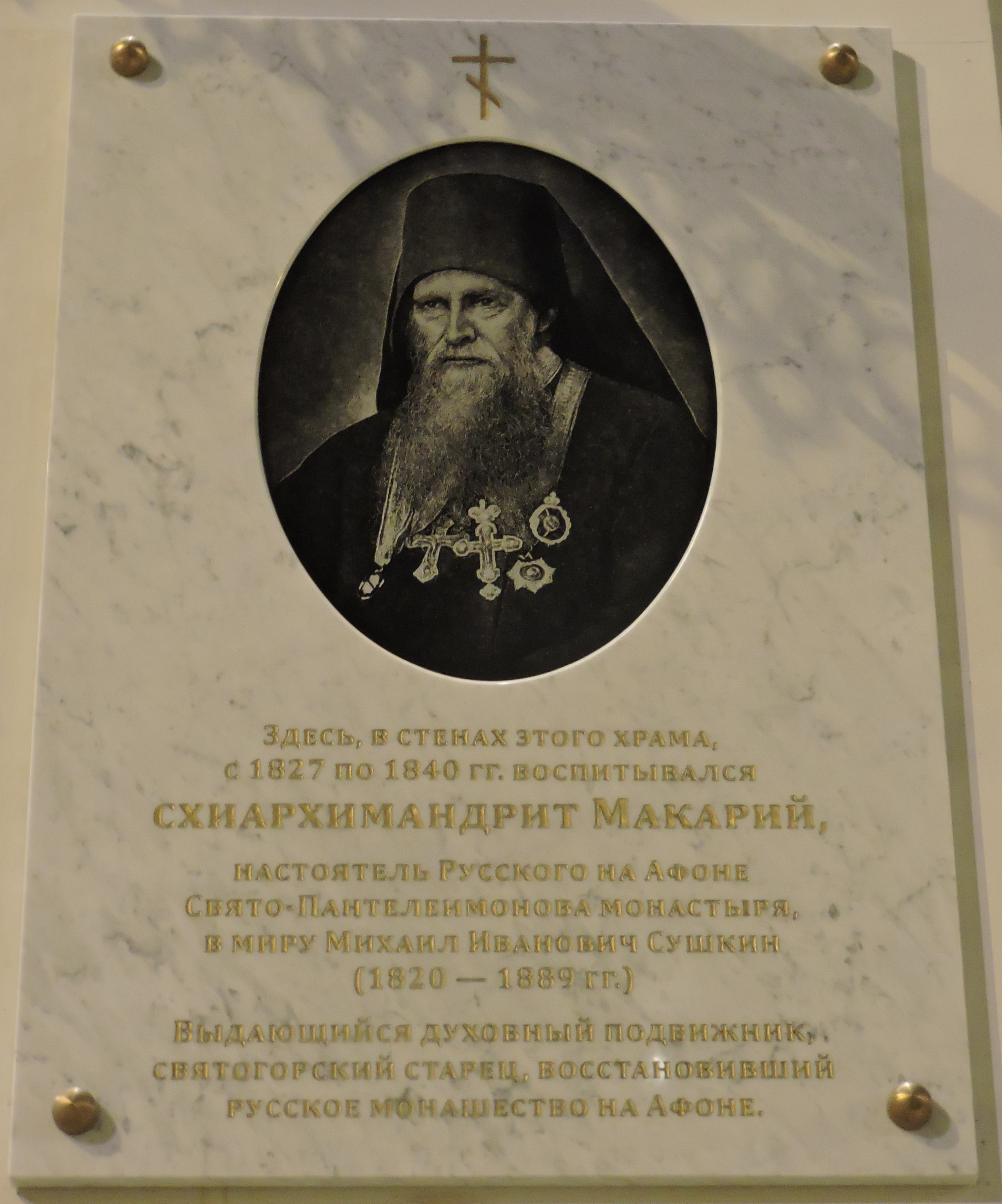
Схиархимандрит Макарий (мемориальная доска справа от входа в церковь)

С 1923 года церковь находилась под властью обновленцев.
В 1930-х годах многие ленинградские учреждения пытались получить здание в пользование. В январе 1933 года президиум Василеостровского райсовета удовлетворил ходатайство Гидрологического института и передал здание храма для организации лаборатории. В июне 1933 года гидрографическому управлению передали часовню «ввиду того, что верующие от пользования часовней отказались». В декабре 1935 года накануне престольного праздника храм был закрыт. Закрытие храма описал в своих мемуарах Анатолий Краснов-Левитин. С 1936 по 1953 год здание храма почти не использовалось в хозяйственных целях и не эксплуатировалось. Во время блокады Ленинграда в июне 1942 года в часовню при церкви попали снаряды. Из рук ангела, венчающего купол, был изъят крест. В 1953 году переделанное с устройством междуэтажных перекрытий здание, ставшее четырёхэтажным, охраняемое государством как памятник архитектуры, занял Всесоюзный нефтяной геологоразведочный институт. Была реконструирована под трансформаторную подстанцию разрушенная в войну часовня.
В марте 1996 года часть здания возвратили верующим, и 1 декабря того же года состоялось малое освящение части. Регулярные богослужения проходят только в помещении под колокольней. 1 декабря 2000 года на колокольню поднят позолоченный крест. 7 декабря 2004 года впервые был отслужен молебен святой великомученице Екатерине в освобождённой части церкви под куполом.
В 2004 году обветшавшая деревянная скульптура ангела была снята с купола и перенесена в помещение во дворе храма, а затем отправлена на реставрацию. 2 декабря 2017 года на купол установили современную копию ангела с крестом в руках. Как и её предшественница, она изготовлена из дерева по оригинальным сохранившимся чертежам.

## Настоятели
- Малеин, Михаил Никитич, священник — с 22.12.1823 по 30.09.1824[1],
- Остроумов, Пётр Александрович, священник — с 24.09.1824 по 1831[1],
- Веселовский, Пётр Ефимович, священник — прикомандирован с 31.03.1830 по 29.06.1831[1],
- Мелиоранский, Иоанн Афанасьевич, протоиерей — с 1831 по февраль 1869[1],
- Весин, Павел Леонтьевич, протоиерей — с 1869 по 1890[1],
- Глебов, Василий Фёдорович, протоиерей — с 16.12.1889 по апрель 1893[1],
- Полканов, Иоанн Георгиевич, протоиерей — с 18.04.1893 по 01.04.1898, с 09.04.1898 по 30.01.1906[1],
- Покровский, Николай Владимирович, протоиерей — с 30.01.1906 по 14.03.1909[1],
- Соллертинский, Сергей Александрович, протоиерей — с 14.03.1909 по 7 августа 1913[1],
- Тихомиров, Леонид Михайлович, протоиерей — с 22.08.1913 по 1917 — (?)[1],
- Яворский, Михаил Семёнович, священник — арестован в 1923, расстрелян 28.09.1937[1][5],
- Очкуров, Феодор Тарасович, протоиерей — с 1933 по март 1935, выслан из Ленинграда[1].

## Архитектура, убранство
Изначально здание церкви представляло собой центрально-купольное сооружение с греческим крестом в основе плана. Храм был построен с отступом от «красной линии» улицы. Вертикальной доминантой был купол на высоком барабане в виде ротонды с колоннадой ионического ордера и скульптурой ангела на медном шаре на его вершине (скульптор — И. П. Прокофьев). В руках ангела находится медный позолоченный крест. У западного фасада был устроен восьмиколонный коринфский портик. На его фронтоне находился барельеф, изображавший святую великомученицу Екатерину, принимающую венок от Богоматери с Иисусом Христом на руках (рисунок В. И. Демут-Малиновского).

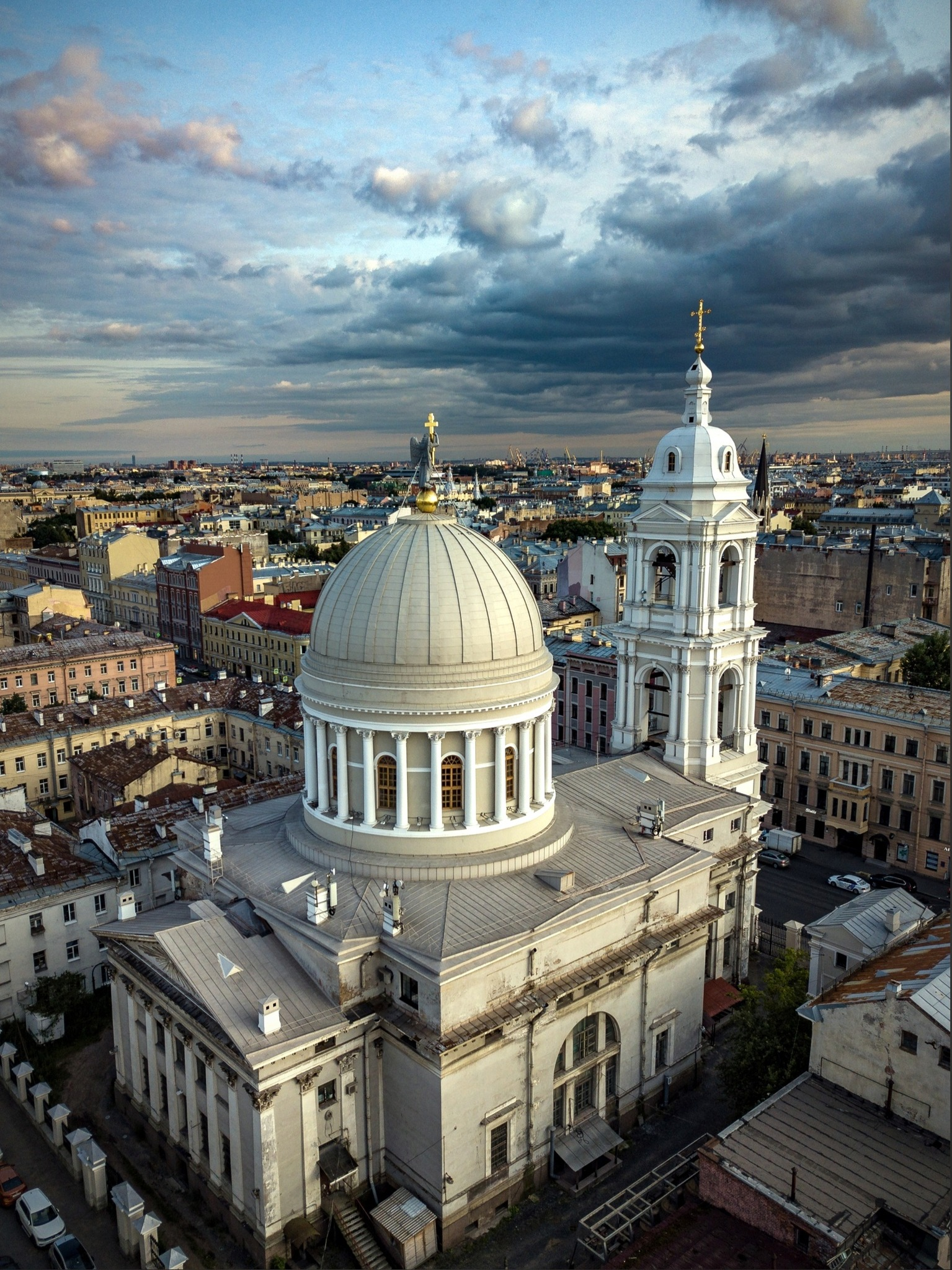
Вид со стороны Малой Невы

Из-за постройки в 1861—1863 годах каменной колокольни портик разобрали, и храм был соединён с колокольней. Колокольня над западным фасадом нарушила первоначальную композицию. В дальнейшем облик храма почти не менялся.
Внутри церковь была светлой, просторной. Храм имел два боковых придела: правый — во имя пророка Иоанна Крестителя, левый во имя апостола Иоанна Богослова. Стены были расписаны. На кессонах находились лепные розетты. В барабане купола — 12 каннелированных пилястр.
Все иконостасы были одноярусными, деревянными, окрашенными белой масляной краской с декорацией золочёной резьбой. Скульптурное оформление иконостаса создавалось по рисункам В. И. Демут-Малиновского. Иконы в большом иконостасе писали Ф. П. Брюллов и Г. И. Угрюмов.
Над главным престолом на четырёх тумбах была установлена сень из балдахина, стоявшего над гробом императрицы Елизаветы Алексеевны во время переноса её тела из Белёва.
Запрестольным образом в главном алтаре первоначально являлась картина с изображением Животворящего Креста с предстоящими коленопреклонёнными патриархом Никоном и царём Алексеем Михайловичем. В 1865 году её заменили иконой Воскресения Христова, работы художника К. П. Брюллова.
Основным конструктивным недостатком здания являлась недостаточная вентиляция. В связи с этим копоть от свечей и деревянного масла постоянно пачкала стены и позолоту, что требовало ремонта каждые 6-10 лет.

Церковь святой великомученицы Екатерины, величественный купол которой венчает Ангел, словно благословляющий и дома города, и живущих в них людей, и воды Финского залива, и суда, уплывающие в неведомую морскую даль, видна издалека, и без неё сейчас уже трудно представить восточную часть Васильевского острова.— Прот. Иоанн Пашкевич. «Ангел над островом»

## В литературе
В 1912—1914 годах Анна Ахматова и Николай Гумилёв снимали комнату на Тучковом переулке. В строках Ахматовой, описывающих этот период их жизни, упомянут и храм:
Покинув рощи родины священной

И дом, где Муза Плача изнывала,

Я, тихая, веселая, жила

На низком острове, который, словно плот,

Остановился в пышной невской дельте.

О, зимние таинственные дни,

И милый труд, и легкая усталость,

И розы в умывальном кувшине!

Был переулок снежным и недлинным.

И против двери к нам стеной алтарной

Воздвигнут храм святой Екатерины.